# 朱雀大路

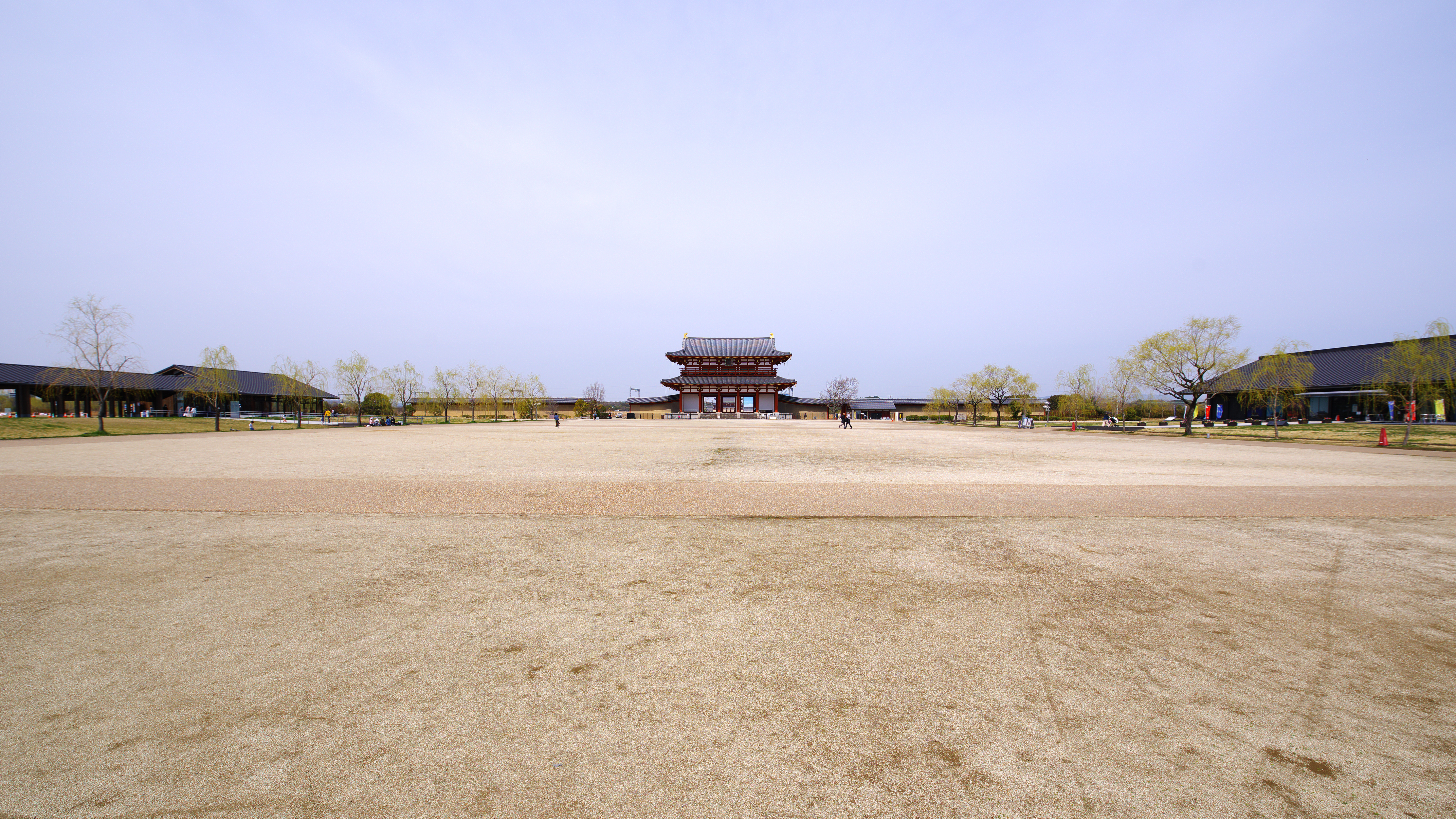
復元された平城京朱雀大路と朱雀門（2022年）

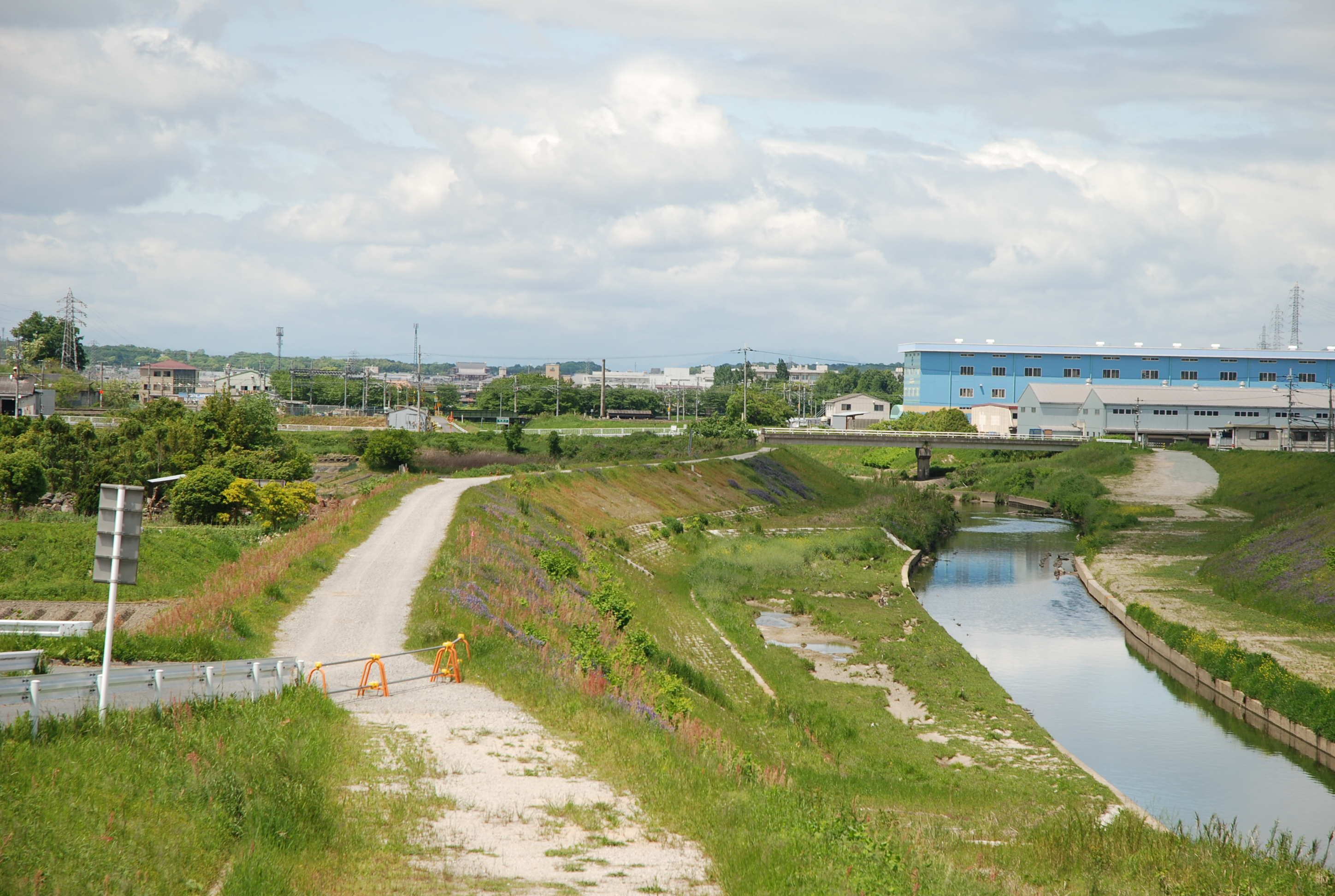
平城京羅城門跡付近から朱雀門（復元）を望む

朱雀大路（すざくおおじ）とは、律令制時代の日本における都内の大路で、条坊制の都市において宮城・官衙の正面から南方に向かう道のこと。名称は南方の守護神である朱雀に因む。都を南北に走り、首都正門羅城門に始まり、大内裏正門朱雀門に終わる。

## 概要
日本には遣隋使、遣唐使を通じて条坊制が伝わり、最初の整備都市藤原京造営時に採用された。藤原京は周礼に理想王朝である周の都城として伝わるモデルを基にしており、皇宮が正方形の都城の中央に位置するため、後の都より朱雀大路は短く、皇宮を挟んだ北側には対称をなして玄武大路があった。藤原京の朱雀大路の幅は2、30メートル程であったが、唐・長安の朱雀大街は幅147メートルもあったため、朝鮮半島の諸国に対する宗主権を主張していた当時の日本としては、それらの国の外交使節を迎える上で見劣りするものであった。外国使臣への示威に加え、大嘗祭での神饌運び込み儀式や軍隊の出征や凱旋といった朝廷の権威発揚の場となることが朱雀大路が担うべき役割であった。なお、藤原宮の南面から直進した途中地点より藤原京以前からのものとみられる古代寺院の遺構（和田廃寺）が発掘され、藤原京が持つ構造的問題（既存施設の存置）から朱雀大路の整備がされなかった可能性も指摘されている。
平城京からは長安同様に皇宮が都の北端にあり朱雀大路が長くのびる北闕型が採用され、平城京の朱雀大路は幅73メートル、平安京では幅82メートル（延喜式）となった。平安京朱雀大路は自動車道路の25車線分に相当し、日常の通行に必要な幅ではなかった。このサイズについては国家威信と現実の国力の兼ね合いで「長安の半分」を意図したという見方がある。平安京朱雀大路は全幅84.0メートル、側溝より内側の道路幅70.2メートルとする推定もある。
羅城門以南は、平城京では下ツ道、平安京では鳥羽作道に接続された。当時十数名ほどであった公卿を除いては大路に面して門を作ることが禁止されていたので、朱雀大路に面しては築地塀が続いた。道の脇の排水溝と街路樹の清掃や維持管理は沿道住民の義務とされた。もっとも、平安京遷都から20年後の時点で大路の管理が行き届かなくなっており、また平安時代にはいると外交使節の入京は渤海使のみとなり、渤海の滅亡により迎えるべき外交使節が途絶した。延喜式では牛馬が放牧されたり盗賊のねぐらとなったりしている状況を踏まえてこれらの取り締まりを謳っている。
しかし、朝廷の収税力減少、右京の衰退、管轄者の京職の形骸化に伴い荒廃が進んだ。鎌倉時代初期には朱雀大路を含む道路の農地化が横行していることが記されている。戦国時代には防衛上の理由から左京とその北側のうちそれぞれごく一部が惣構を持つ囲郭都市の下京と上京になり、もとの朱雀大路は市街地から切り離されることとなった。その後、豊臣政権が惣構を解体して上京・下京を一体に囲む御土居を構築し、もとの朱雀大路の区域の多くも御土居内部西辺に取り込まれたが、朱雀大路が復活することはなく、同じ場所には南北に千本通が通じている。
平城京の朱雀大路も一旦その姿を消したが、現代の奈良市では平城宮跡歴史公園内の「朱雀門ひろば」として、復元された朱雀門の南方約250メートルほどにわたって朱雀大路が復元整備された。
鎌倉の鶴岡八幡宮参道の若宮大路が朱雀大路に見立てて設けられたとする見方もある。また、大宰府においては政庁地区から伸びる中央南北大路の事を平城京・平安京の例に倣い朱雀大路と呼ぶ事もある。
中国でも宋の時代に入ると条坊制に基づいた都は余り作られなくなり、朱雀大街も見られなくなった。